# Gare de Chester
La gare de Chester est une gare ferroviaire desservant la ville de Chester au Royaume-Uni.